# Olympische Sommerspiele 1988/Bogenschießen
Bei den XXIV. Olympischen Spielen 1988 in Seoul wurden vier Wettbewerbe im Bogenschießen ausgetragen. Austragungsort war das Hwarang Archery Field.
Bei den Spielen in Seoul gab es verschiedene Änderungen für die Bogenschützen. Zum ersten Mal wurden die Wettbewerbe nicht nur im Einzel, sondern auch in der Mannschaft (sofern eine Nation 3 Startplätze erhalten hatte) ausgetragen. Weiterhin wurde nicht mehr die doppelte FITA-Runde geschossen, sondern es wurde zuerst durch eine einfache FITA-Runde eine Rangliste ermittelt. Die besten 24 Schützen dieser ermittelten Rangliste schossen dann in einem Eliminationswettkampf den Olympiasieger aus. Bei den Mannschaften wurde genauso verfahren, nur schossen hier in der zweiten Runde die besten acht Mannschaften den Sieger aus.

## Bilanz

### Medaillenspiegel
| Platz  | Land               | Gold | Silber | Bronze | Gesamt |
| ------ | ------------------ | ---- | ------ | ------ | ------ |
| 1      | Südkorea           | 3    | 2      | 1      | 6      |
| 2      | Vereinigte Staaten | 1    | 1      | 1      | 3      |
| 3      | Indonesien         | –    | 1      | –      | 1      |
| 4      | Großbritannien     | –    | –      | 1      | 1      |
| 4      | Sowjetunion        | –    | –      | 1      | 1      |
| Gesamt | Gesamt             | 4    | 4      | 4      | 12     |

### Medaillengewinner
| Disziplin         | Gold                                                | Silber                                                         | Bronze                                                        |
| ----------------- | --------------------------------------------------- | -------------------------------------------------------------- | ------------------------------------------------------------- |
| Einzel Männer     | Jay Barrs (USA)                                     | Park Sung-soo (KOR)                                            | Wladimir Jeschejew (URS)                                      |
| Mannschaft Männer | SüdkoreaLee Han-sup Chun In-soo Park Sung-soo       | Vereinigte StaatenJay Barrs Darrell Pace Richard McKinney      | GroßbritannienSteven Hallard Richard Priestman Leroy Watson   |
| Einzel Frauen     | Kim Soo-nyung (KOR)                                 | Wang Hee-kyung (KOR)                                           | Yun Young-sook (KOR)                                          |
| Mannschaft Frauen | SüdkoreaKim Soo-nyung Wang Hee-kyung Yun Young-sook | IndonesienLilies Handayani Nurfitriyana Saiman Kusuma Wardhani | Vereinigte StaatenDeborah Ochs Denise Parker Melanie Skillman |

## Ergebnisse

### Männer

#### Einzel
Finale am 30. September
| Platz | Land | Athlet             | Punkte |
| ----- | ---- | ------------------ | ------ |
| 1     | USA  | Jay Barrs          | 338    |
| 2     | KOR  | Park Sung-soo      | 336    |
| 3     | URS  | Wladimir Jeschejew | 335    |
| 4     | KOR  | Chun In-soo        | 331    |
| 5     | HOL  | Marinus Reniers    | 327    |
| 6     | USA  | Richard McKinney   | 324    |
| 7     | FIN  | Pentti Vikström    | 323    |
| 8     | JPN  | Hiroshi Yamamoto   | 321    |

#### Mannschaft
Finale am 1. Oktober
| Platz | Land | Athleten                                                | Punkte |
| ----- | ---- | ------------------------------------------------------- | ------ |
| 1     | KOR  | Lee Han-sup Chun In-soo Park Sung-soo                   | 986    |
| 2     | USA  | Jay Barrs Darrell Pace Richard McKinney                 | 972    |
| 3     | GBR  | Steven Hallard Richard Priestman Leroy Watson           | 968    |
| 4     | FIN  | Ismo Falck Tomi Poikolainen Pentti Vikström             | 956    |
| 5     | URS  | Kostjantyn Schkolnyj Wladimir Jeschejew Juri Leontjew   | 949    |
| 6     | JPN  | Terushi Furuhashi Takayoshi Matsushita Hiroshi Yamamoto | 948    |
| 7     | TPE  | Chiu Ping-kun Hu Pei-wen Yen Man-sung                   | 937    |
| 8     | SWE  | Gert Bjerendal Göran Bjerendal Mats Nordlander          | 925    |

### Frauen

#### Einzel
Finale am 30. September
| Platz | Land | Athletin               | Punkte |
| ----- | ---- | ---------------------- | ------ |
| 1     | KOR  | Kim Soo-nyung          | 344    |
| 2     | KOR  | Wang Hee-kyung         | 332    |
| 3     | KOR  | Yun Young-sook         | 327    |
| 4     | URS  | Ljudmyla Arschannikowa | 327    |
| 5     | SWE  | Jenny Sjöwall          | 325    |
| 6     | FRG  | Claudia Kriz           | 318    |
| 7     | GBR  | Joanne Franks          | 318    |
| 8     | URS  | Tatjana Muntjan        | 314    |

#### Mannschaft
Finale am 1. Oktober
| Platz | Land | Athletinnen                                             | Punkte |
| ----- | ---- | ------------------------------------------------------- | ------ |
| 1     | KOR  | Kim Soo-nyung Wang Hee-kyung Yun Young-sook             | 982    |
| 2     | INA  | Lilies Handayani Nurfitriyana Saiman Kusuma Wardhani    | 952    |
| 3     | USA  | Deborah Ochs Denise Parker Melanie Skillman             | 952    |
| 4     | URS  | Ljudmyla Arschannikowa Natalja Butusowa Tatjana Muntjan | 951    |
| 5     | GBR  | Pauline Edwards Joanne Franks Cheryl Sutton             | 933    |
| 6     | FRG  | Doris Haas Claudia Kriz Christa Öckl                    | 931    |
| 7     | SWE  | Liselotte Andersson Carina Jonsson Jenny Sjöwall        | 930    |
| 8     | FRA  | Marie-Josée Bazin Nathalie Hibon Catherine Pellen       | 898    |